# フアン・マヌエル・ビアレ
フアン・マヌエル・ビアレ・オチョア（Juan Manuel Viale Ochoa、1981年3月9日 - ）は、アルゼンチン・コルドバ出身の元サッカー選手。現役時代のポジションはDF。

## 経歴
RCDマジョルカのカンテラ出身。2000年7月1日、UEFAインタートトカップの2回戦FCチェアラゥル・ピアトラ・ネアムツ戦にて、76分にミケル・ブアデスとの途中交代でトップチームデビューを果たした。セカンドレグにも出場したが、これ以降、トップチームでの出番は無く、2003年にセグンダ・ディビシオンBのCEサバデルに移籍した。
サバデル退団後もセグンダBのクラブを転々とし、2018年にカタルーニャ州のCFモジェUEというアマチュアクラブで現役を引退した。